# Museo della Memoria di Borgo a Mozzano
Il Museo della Memoria di Borgo a Mozzano espone una raccolta di oggetti e testimonianze della Seconda guerra mondiale donati dalla popolazione locale, organizzati in modo da fornire un contesto storico alle visite delle fortificazioni della Linea Gotica presenti nel territorio.

## Storia
Nel 1995 viene fondato un Comitato per il recupero e la valorizzazione della Linea Gotica di Borgo a Mozzano che inizia il recupero della linea fortificata costruita tra il 1943 e il 1944 nella media Valle del Serchio dall'Organizzazione Todt. Le fortificazioni sono ben conservate in quanto il comando tedesco, dopo un sopralluogo di Albert Kesselring, decise di spostare la linea difensiva qualche chilometro più a nord,  in una zona dalla geomorfologia più favorevole alla difesa.
La cittadinanza dona quindi molti cimeli storici e reperti dell'epoca, che vengono esposti inizialmente nei locali della stazione ferroviaria dismessa. Nel 2019 il museo viene trasferito nei locali del poco distante ex-convento teresiano.

## Collezione
Il museo raccoglie oggetti riferiti alla Seconda guerra mondiale per ricostruire l'ambiente socio-economico del periodo: espone uniformi, armi, equipaggiamento e manifesti.
È inoltre presente una piccola sezione archeologica con i ritrovamenti della Valle del Serchio, tra cui una tomba ligure apuana e frammenti fittili etruschi e liguri databili tra il VII e il III secolo a.C., nonché esemplari di fauna e minerali locali.

## Galleria d'immagini

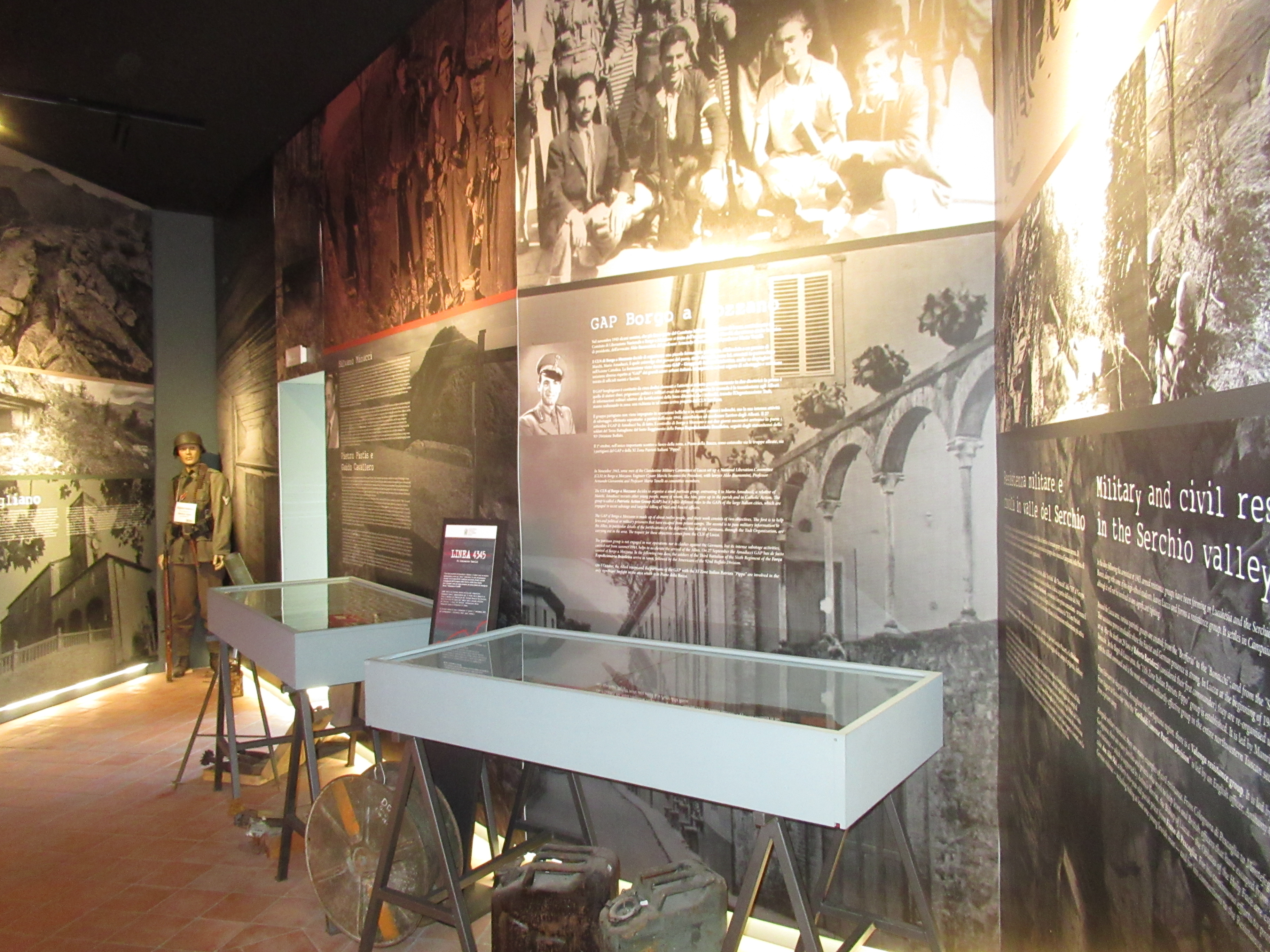
Prima sala
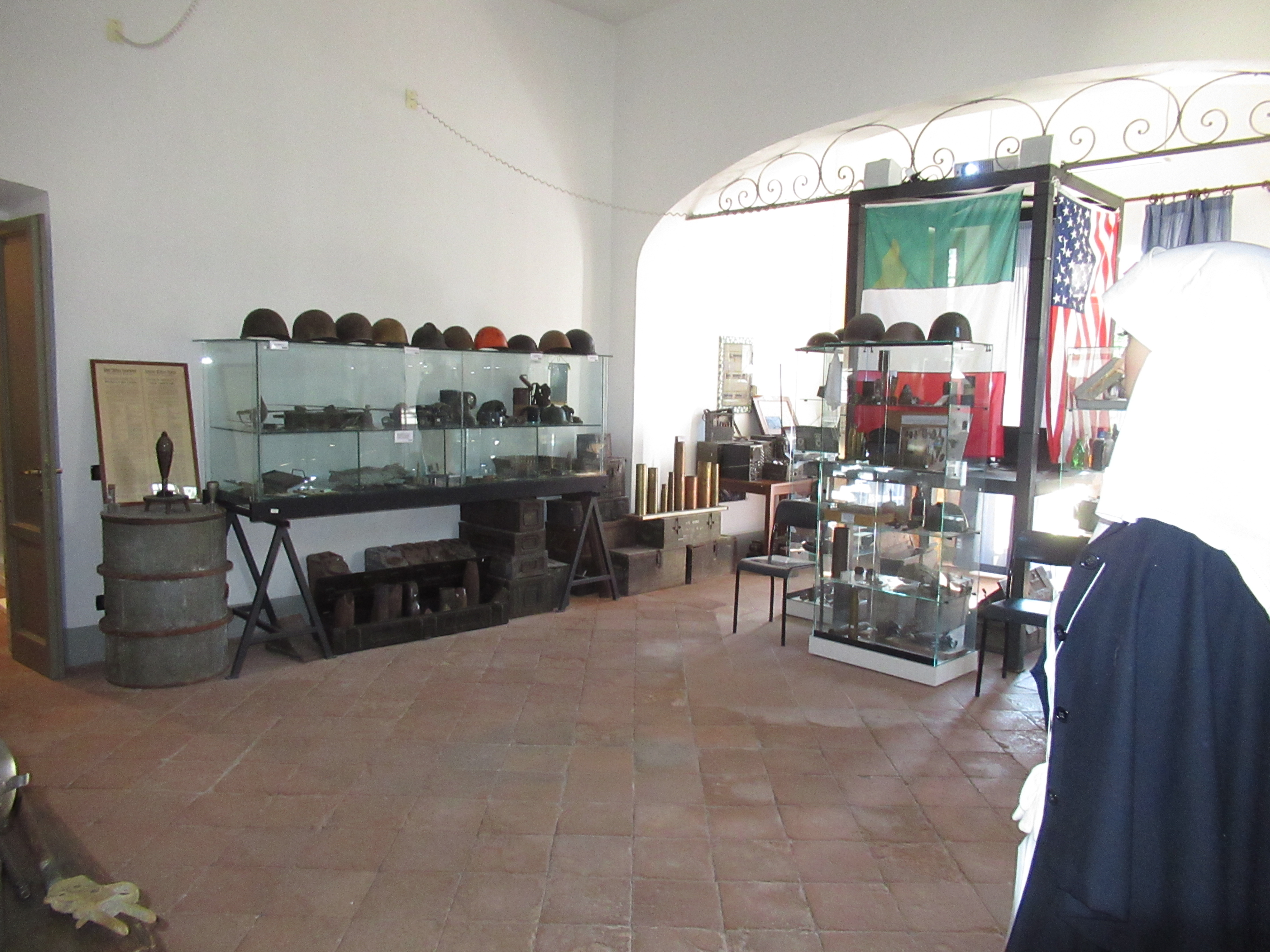
Sala interna
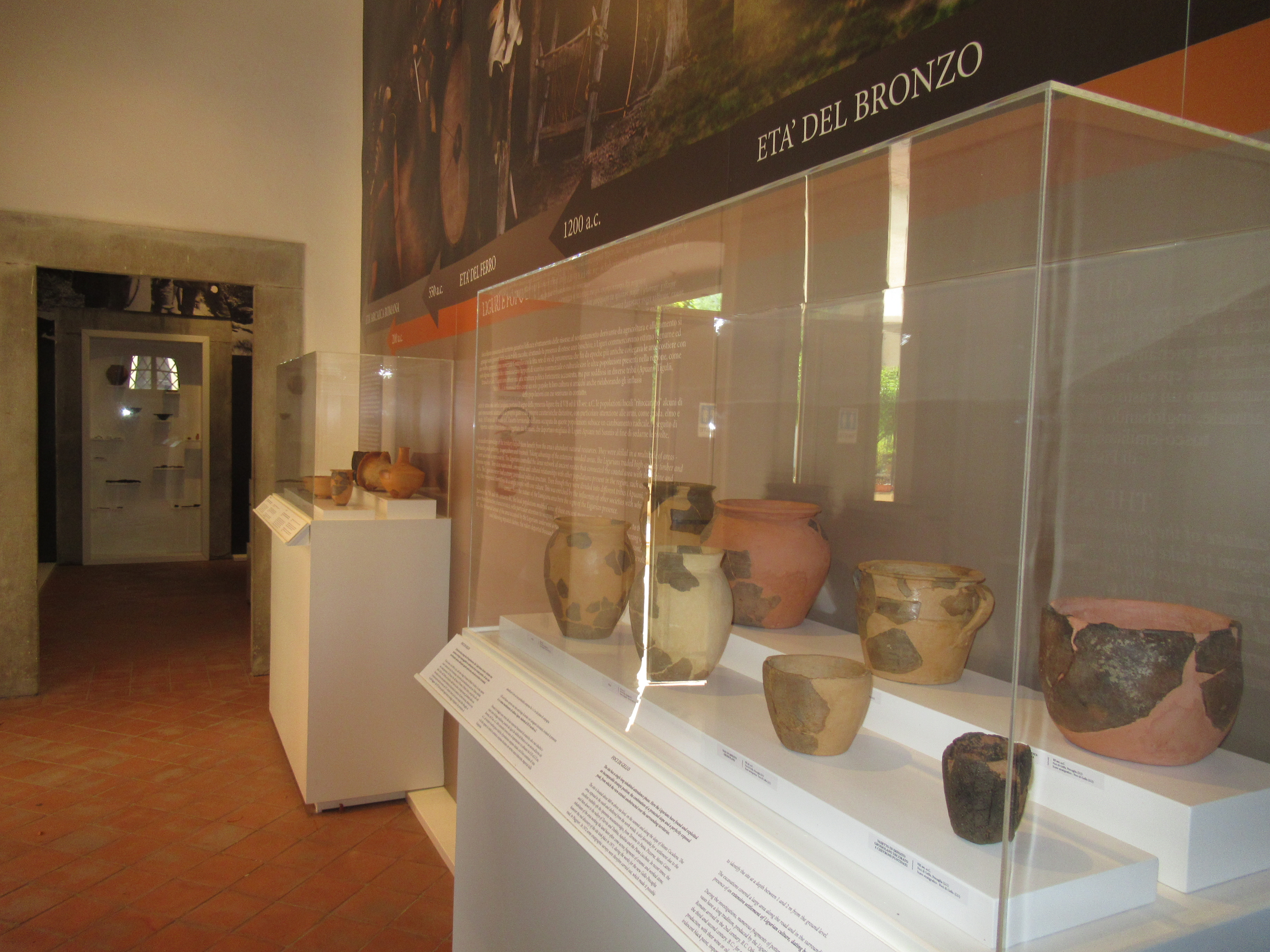
Reperti archeologici